# 鱇躄魚科
鱇躄魚科(是輻鰭魚綱鮟鱇目躄魚亞目的其中一科，其下僅有一屬一種，即鮑氏鱇躄魚(Lophichthys boschmai )，為熱帶海水魚，分布於中西太平洋區的阿拉弗拉海及新幾內亞海域，體長可達5.1公分，主要棲息在大陸棚海域，底棲性，生活習性不明。